# دورنیه دو ۲۷
دورنیه دو ۲۷ (به انگلیسی: Dornier_Do_27) یک هواگرد از نوع نشست و برخاست کوتاه و هواگرد چندمنظوره ساخت شرکت دورنیه فلوکتسایک‌ورک در آلمان است. هواگرد دورنیه دو ۲۷ نخستین پروازش را در ۲۷ ژوئن ۱۹۵۵ میلادی انجام داد. در مجموع، تعداد ۶۲۸ فروند از این هواگرد ساخته شده‌است.